# Kukica
Kukica (pokrin; lat. Nicandra), maleni biljni rod iz porodice krumpirovki.
Pripada mu tri priznate vrste korisnog jednogodišnjeg bilja čija je domovina Južna Amerika, poglavito Peru, odakle je jedna vrsta uvezena po svim kontinentima, pa i u Hrvatsku gdje je poznata kao verugani pokrin, ili verugana kukica.

## Vrste
1. Nicandra john-tyleriana S.Leiva & Pereyra
2. Nicandra physalodes (L.) Gaertn.
3. Nicandra yacheriana S.Leiva

## Sinonimi
- Calydermos Ruiz & Pav.; Fl. Peruv. 2: 43 (1799)
- Pentagonia Heist. ex Fabric.; Enum. Pl. Hort. Helmstad. ed. I. 184 (1759)
- Physalodes Boehmer; Ludwig. Defin. (1760) 42 ex Kuntze, Revis. Gen. Pl. 452 (1891)